# 金井乡
金井乡，是中华人民共和国山西省运城市盐湖区下辖的一个乡镇级行政单位。

## 行政区划
金井乡下辖以下地区：
金井村、大井村、侯村、赤社村、南扶村、贵家营村、东曲樊村、西曲樊村、谢家营村、卫唐村、卫褚村、洗马村和西王村。